# 休利特貝帕克 (紐約州)
休利特貝帕克（英語：Hewlett Bay Park）是位於美國紐約州拿騷縣的村。

## 人口
根據2020年美國人口普查的數據，休利特貝帕克的面積為0.93平方千米，當中陸地面積為0.87平方千米，而水域面積為0.06平方千米。當地共有人口494人，而人口密度為每平方千米531人。